# International Biosciences
International Biosciences (IBDNA), est une entreprise de tests ADN basée au Royaume-Uni à Brighton, dans l’East Sussex. L'entreprise offre une gamme de tests ADN tels que le test de Paternité Prénatale Panorama Natera, ainsi que les tests de filiation, de généalogie  et de prédisposition génétique. International Biosciences opère dans le monde entier, avec des bureaux en Irlande,  France,  Allemagne, Espagne, Italie, Canada et en Inde.

## Histoire
Fondée en 2005, l'entreprise fut l’objet d’une polémique en juillet 2009 après avoir lancé des tests de paternité en vente libre en pharmacies à travers le Royaume-Uni, devenant la  première entreprise vendant des kits ADN au grand public,,,,. 
Le Daily Mail proclama que ces tests déchireraient des familles et mènerait à la misère pour les enfants rejetés , tandis que Josephine Quintavalle (Commentaire de l'Éthique Reproductrice), déclara que l’accessibilité à ces tests levait de profondes inquiétudes.
L’initiative de ventes était très semblable à celle utilisée aux  USA par Identigene, L.L.C. une filiale de Génomique Sorenson, LLC.
L'entreprise réapparut dans les nouvelles en 2010 après qu'un couple ait été réuni après 23 ans, après que la mère ai recherché son ex compagnon pour lui demander de se soumettre à un test de paternité.